# Wehrstapel

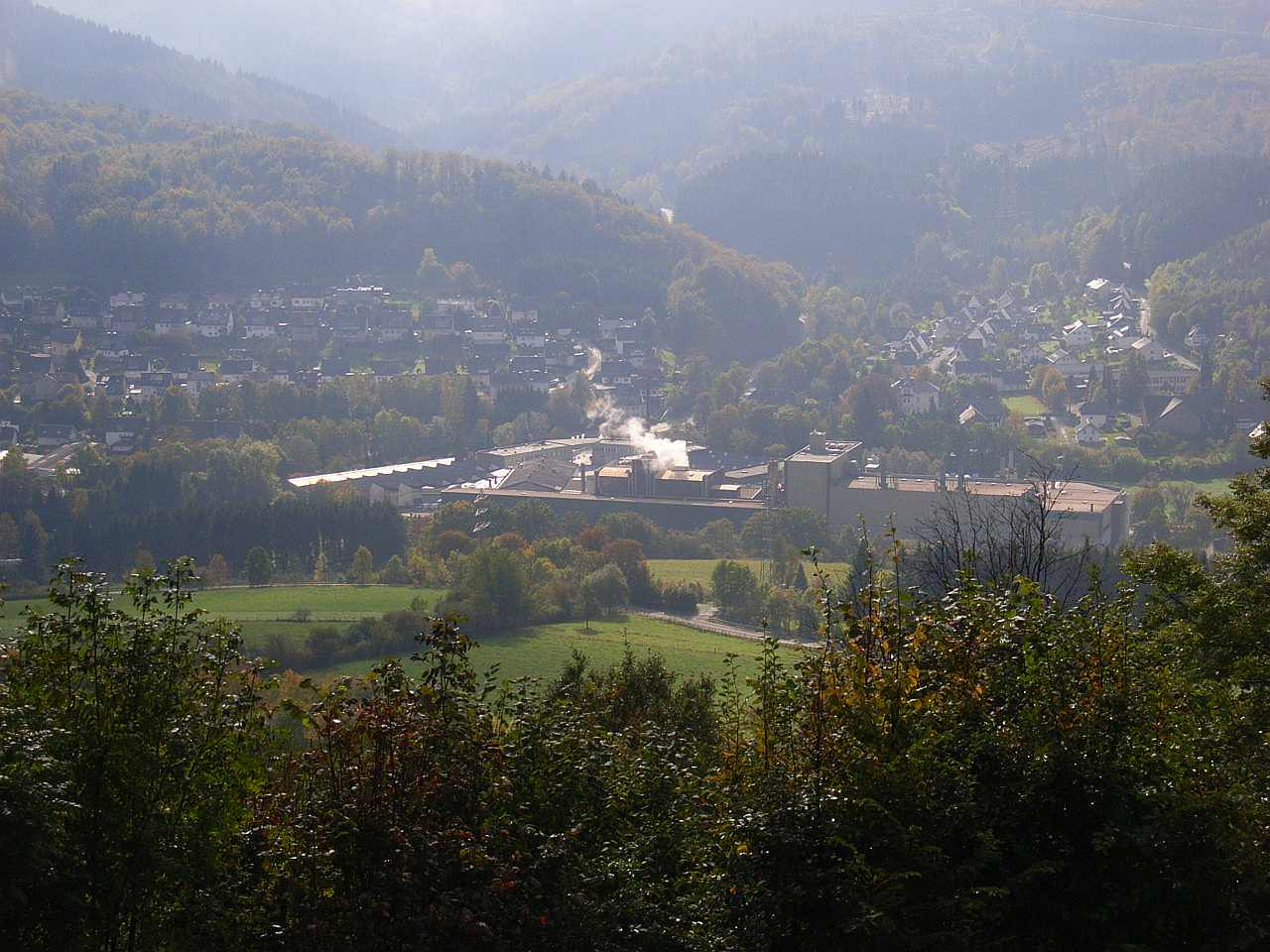
Wehrstapel und Eisengießerei im Ruhrtal

Wehrstapel ist ein Dorf im Hochsauerlandkreis. Es ist seit 1975 ein Ortsteil der Stadt Meschede.
Wehrstapel liegt an der Mündung des Nierbachs in die Ruhr zwischen Heinrichsthal und Velmede. Durch den Ort verläuft die ehemalige Bundesstraße 7, die Mitte der 1990er Jahre zur L 743 herabgestuft wurde. Außerdem durchquert die Obere Ruhrtalbahn den Ort.
Am 31. Dezember 2023 hatte Wehrstapel 946 Einwohner.

## Geschichte
Der Haupthof Wedestapel, an dessen Stelle heute der Ort Wehrstapel steht, gehörte dem Stift Meschede. Nachdem der Hof mit den zugehörigen Mansen durch feindliche Übergriffe, Brand und Räuber heruntergekommen war und sich niemand fand, der bereit war, den Hof zu verwalten, verpachtete ihn Propst Wilhelm von Arnsberg im Jahre 1331 an die Stadt Eversberg.

## Eisenbahn und Wirtschaft
Die industrielle Entwicklung der Ortschaft begann um 1830 mit einer Sensenschmiede im Nierbachtal.
1860 entstanden ein Hammerwerk und eine Graugießerei als Ursprung der heutigen M. Busch GmbH & Co. KG. Dieses Unternehmen gilt heute noch als bedeutender Hersteller von Lastachsen.
1872 wurde die Ortschaft an die Obere Ruhrtalbahn angeschlossen und erhielt den auch für das nördlich gelegene Eversberg bedeutsamen Bahnhof Eversberg.

## Freizeit und Tourismus
Seit 2006 führt der beliebte Ruhrtalradweg durch Wehrstapel. Hier gibt es interessante Stationen mit Blick über das Ruhrtal.
Seit 2010 stehen Kunstskulpturen, die Sauerländer Kantenköppe, in Wehrstapel direkt am Ruhrtal-Radweg, direkt neben der Straße nach Eversberg. Insgesamt 18 „Kantenköppe“ und ein überdimensionierter Stuhl wurden aus 300 Jahre alten Eichenbalken aus Sauerländer Fachwerkhäusern geschaffen und zu einem Skulpturenpark vereinigt. Der Park ist ein Bereich der besonderen Wahrnehmung, der Ruhe und Besinnung. Realisiert wurden die Arbeiten von fünf Bildhauerinnen und einem Bildhauer der Eversberger „Villa KünstlerBunt“.
Zudem verfügt Wehrstapel über ein für den kleinen Ort beachtliches gastronomisches Angebot.

## Vereine

### Schützenverein
Im Jahr 1923 wurde die St. Josefs Schützenbruderschaft Heinrichsthal-Wehrstapel 1923 e. V. auf der ersten Generalversammlung am 26. Januar gegründet, und am 13. und 14. Juli wurde das erste Schützenfest auf dem Hof des Gastwirts Fritz Hochstein gefeiert. Dies wurde durch ein aufgeführtes Theaterstück am 24. Februar 1924 und einem weiteren Termin finanziert. Auf der dritten Generalversammlung am 3. Januar 1926 wurde beschlossen, mit den Spenden zweier eifriger Sammler die erste Fahne der Vereinsgeschichte anzuschaffen.

### Dorfverein
Der Dorfverein engagiert sich mit Projekten zur Steigerung der Attraktivität und des Zusammenhalts.

## Politik und Zuständigkeiten
Aktueller Ortsvorsteher für den Stadtbezirk Wehrstapel/Heinrichsthal ist Fritz Kramer.
Einen Ortsheimatpfleger gibt es für Wehrstapel aktuell nicht.